# Meflokin

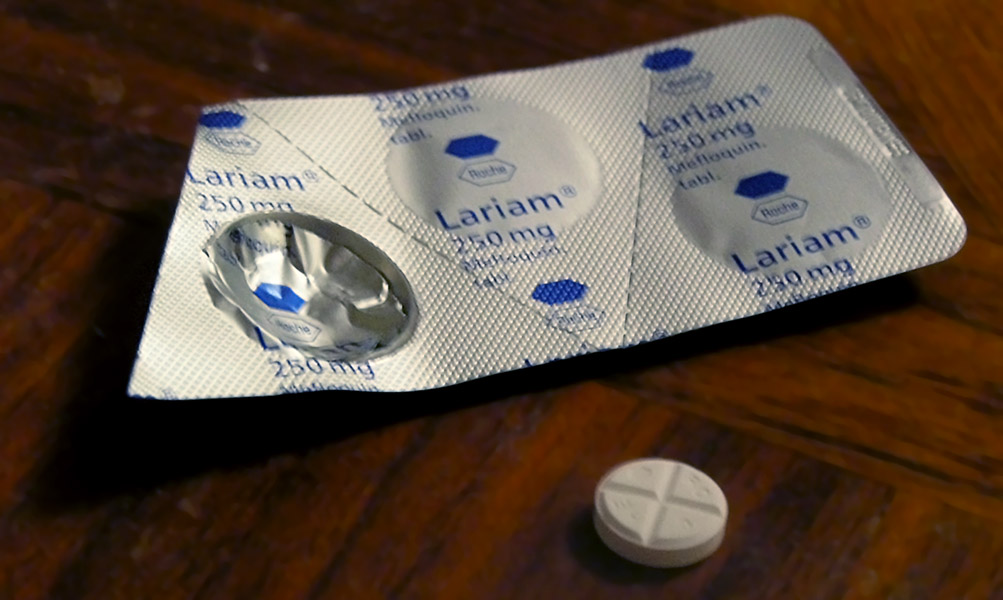

strukturformel.

Meflokin är en kemisk förening med formeln C17H16F6N2O. Ämnet är ett läkemedel för behandling och profylax av malaria. Meflokin är ett av de läkemedel som kan rekommenderas till resenärer som skall vistas i områden där malaria är endemisk. Läkemedlet marknadsförs som Lariam och tillverkas av Roche. Tabletterna tas i regel en gång per vecka, med start en vecka innan, och slut fyra veckor efter hemkomst. 
Meflokin är ett effektivt malariamedel, men kan ge besvärliga psykiska biverkningar.